# Gothaer Waggonfabrik
Die Gothaer Waggonfabrik war ein bedeutendes Metallbauunternehmen für den Fahrgeschäfte-, Flugzeug- und Straßenbahnwagenbau in Gotha. Es bestand seit 1883 und wechselte mehrfach den Eigentümer, das Sortiment wandelte sich von Karussellbau über Flugzeugherstellung bis hin zur Produktion von Fahrzeugteilen und Zulieferungen.

## 1883–1918

### Fahrgeschäfte und Waggons

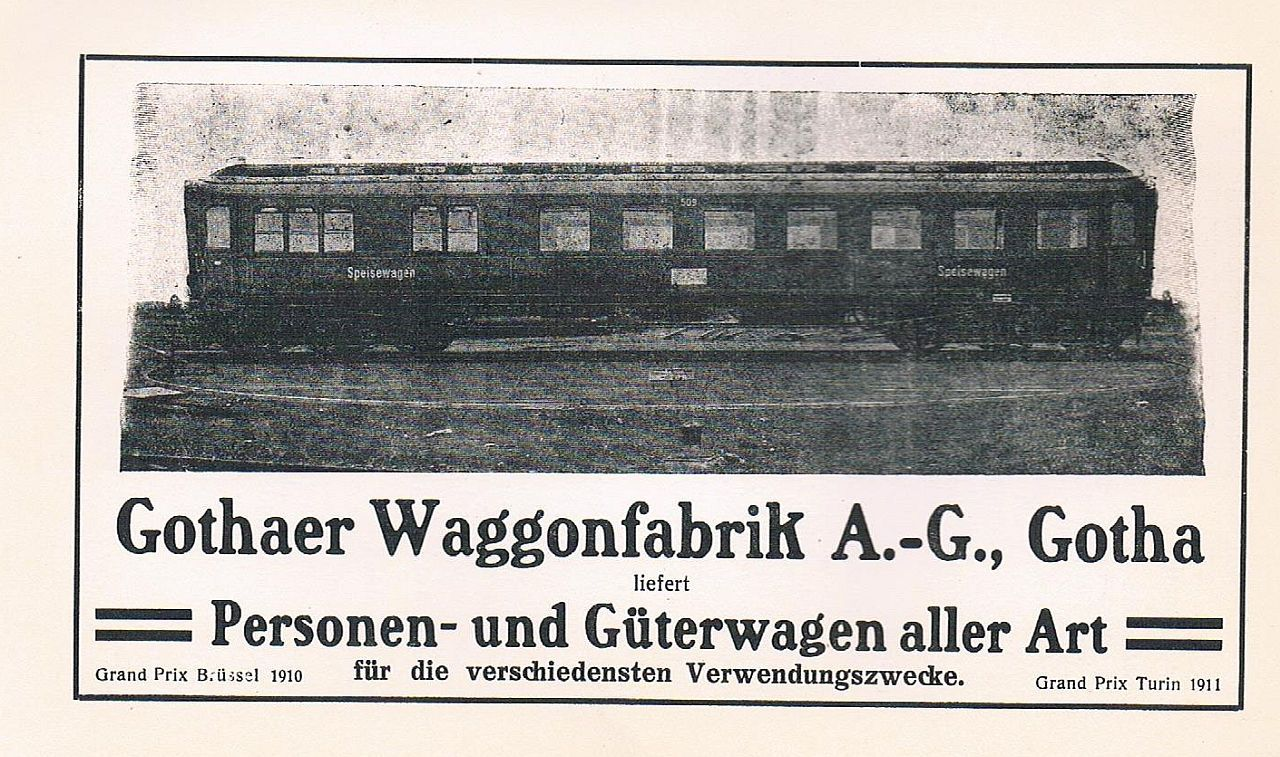
Werbung der Gothaer Waggonfabrik (1913)

Die Wurzeln der Gothaer Waggonfabrik lagen in der 1883 gegründeten Schlosser- und Maschinenbauerei Fritz Bothmann & Comp, dort entstand bereits im Sommer des Gründungsjahres das erste dampfbetriebene Schiffskarussel. Das rasch expandierende Unternehmen benötigte für größere Aufträge bald neue Maschinen und mehr Angestellte, doch die Werkstatt in der Großen Fahnenstraße 11 war dafür zu klein. Daher verlegte Schlossermeister Bothmann seinen Betrieb 1885 in die Langensalzaer Straße 24, in dem neben Karussells und Vergnügungsbuden verschiedenster Art auch Wohn- und Packwagen für Schausteller entstanden. In das ständig wachsende Unternehmen brachte der Naumburger Kaufmann Louis Glück 1892 weiteres Kapital ein, das nun als Fritz Bothmann & Glück Caroussellfabrik auftrat und drei Jahre später auch die Produktion von Güter- und Personenwaggons aufnahm. Mit der Herstellung von Straßenbahnwagen wurde 1897 begonnen.
Am 23. Juni 1898 änderten Bothmann und Glück die Unternehmensform in eine Aktiengesellschaft mit dem Namen Gothaer Waggonfabrik vormals Fritz Bothmann & Glück AG, zu der 17 Beamte und 166 Mitarbeiter gehörten. Im selben Jahr erwarb die Aktiengesellschaft ein unbebautes Grundstück von 60.000 m² in der Kindleber Straße am Gothaer Ostbahnhof und errichtete dort neue Produktionshallen mit eigenem Gleisanschluss.
Wegen finanzieller Differenzen verließ Louis Glück das Unternehmen im Sommer 1900, Firmengründer Bothmann schied Anfang 1903 nach Streitigkeiten mit dem Vorstand aus. Albert Kandt wurde in die Direktion berufen und stieg aufgrund seines erfolgreichen Wirkens bald in den Vorstand auf. 1910 wurde die Aktiengesellschaft in Gothaer Waggonfabrik AG (GWF) umbenannt.

### Luftschiffhafen Gotha
Die Geschichte des Luftschiffhafens ist eng mit Direktor Albert Kandt verbunden. Herzog Carl Eduard von Sachsen-Coburg und Gotha war ein begeisterter Förderer der Luftfahrt und unterstützte Kandt bei den Planungen für einen Luftschiffhafen am Stadtrand von Gotha. Am 7. Juni 1909 wurde der Gothaer Luftfahrtverein gegründet, dieser organisierte den Aufbau des Flugplatzes in der Töpflebener Flur. Noch vor der Fertigstellung des Flugplatzes fand dort am Abend des 14. November 1909 der erste Besuch eines Luftschiffes in Gotha statt. Doch ein aufziehender Schneesturm zwang die Besatzung der Parseval P III zur Notlandung und nachfolgenden Demontage des Prallluftschiffs. Der Luftschiffhafen eröffnete am 9. Juli 1910 mit der feierlichen Einweihung der Carl-Eduard-Luftschiffhalle, in den Folgejahren besuchten zahlreiche Luftschiffe den Gothaer Flugplatz. Auf der ersten Thüringer Flugwoche im Frühjahr 1911 erschienen mehrere Flugpioniere mit ihren Flugzeugen in Gotha und zeigten ihr Können. Der Herzog veranlasste daraufhin in Absprache mit dem preußischen Kriegsministerium die Gründung einer Fliegerschule in Gotha. Am 1. April 1912 eröffnete auf dem Luftschiffhafen die Herzog Carl Eduard Herren-Fliegerschule (kurz: Fliegerschule Gotha). Im März 1914 befahl die Heeresverwaltung, auf einem Grundstück neben der Waggonfabrik eine Militärfliegerkaserne Gotha mit eigenem Flugplatz zu errichten, dort wurde am 18. Februar 1915 der Betrieb aufgenommen.

### Flugzeugbau
Als der Bedarf des Deutschen Heeres an Flugzeugen zunahm, begann die Gothaer Waggonfabrik 1912 versuchsweise mit dem Flugzeugbau. Zuerst unterstützte die Waggonfabrik noch unter strenger Geheimhaltung die erfolgversprechende Eigenkonstruktion des Thüringer Ingenieurs Karl Willing. Während einer Flugveranstaltung im August 1912 stellten Willing und Direktor Kandt das Flugzeug dem Militär vor, doch die anwesenden Offiziere lehnten die Maschine ab. Der bekannte Flieger Bruno Büchner ließ Anfang 1913 in der Waggonfabrik einen Doppeldecker nach seinen Plänen anfertigen; für Karl Caspar entstanden zwei Nachbauten der Etrich Taube, die im Rohbau und ohne Motor an ihn geliefert wurden. Acht weitere Nachbauten, nun mit einem wassergekühlten Motor von 70 PS Leistung ausgestattet, lieferte die Waggonfabrik unter der Bezeichnung LE 1 an die Fliegerschule Gotha. Am 20. April 1913 absolvierte die erste „Gotha-Taube“ mit der Werksbezeichnung LE 2 ihren Probeflug über dem Krahnberg. In der Entwicklungsabteilung entstanden in rascher Folge eigene Flugzeugkonstruktionen und das Werk begann mit dem serienmäßigen Bau von Flugzeugen. Zur Produktpalette gehörten Ein- und Doppeldecker sowie Wasserflugzeuge. Für die Erprobung der Wasserflugzeuge wurde eine eigene Abteilung in Rostock-Warnemünde aufgebaut. In der angeschlossenen Fliegerschule Gotha erhielten neben einigen Zivilpersonen hauptsächlich Offiziere eine Ausbildung zum Flugzeugführer, finanziert durch die National-Flugspende.

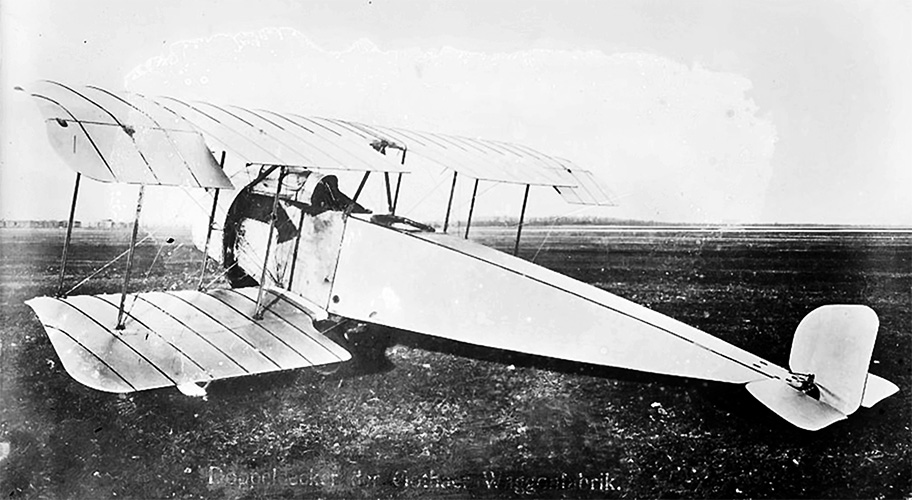
Doppeldecker Gotha LD-5

Nach Ausbruch des Ersten Weltkrieges wurde der Flugzeugbau zum wichtigsten Produktionszweig. Die Anzahl der Mitarbeiter stieg von etwa 60 Personen (1913) auf 130 Beschäftigte im ersten Kriegsjahr 1914 an.
Leutnant der Reserve Karl Caspar und sein Beobachter Oberleutnant Werner Roos flogen am 25. Oktober 1914 in einer Gotha-Taube über den Ärmelkanal und warfen bei Dover eine 10-kg-Bombe ab. Offenbar war das die erste Bombe, die im Krieg auf Großbritannien fiel, was den Piloten und dem Flugzeug aus der Gothaer Waggonfabrik einige mediale Aufmerksamkeit einbrachte.

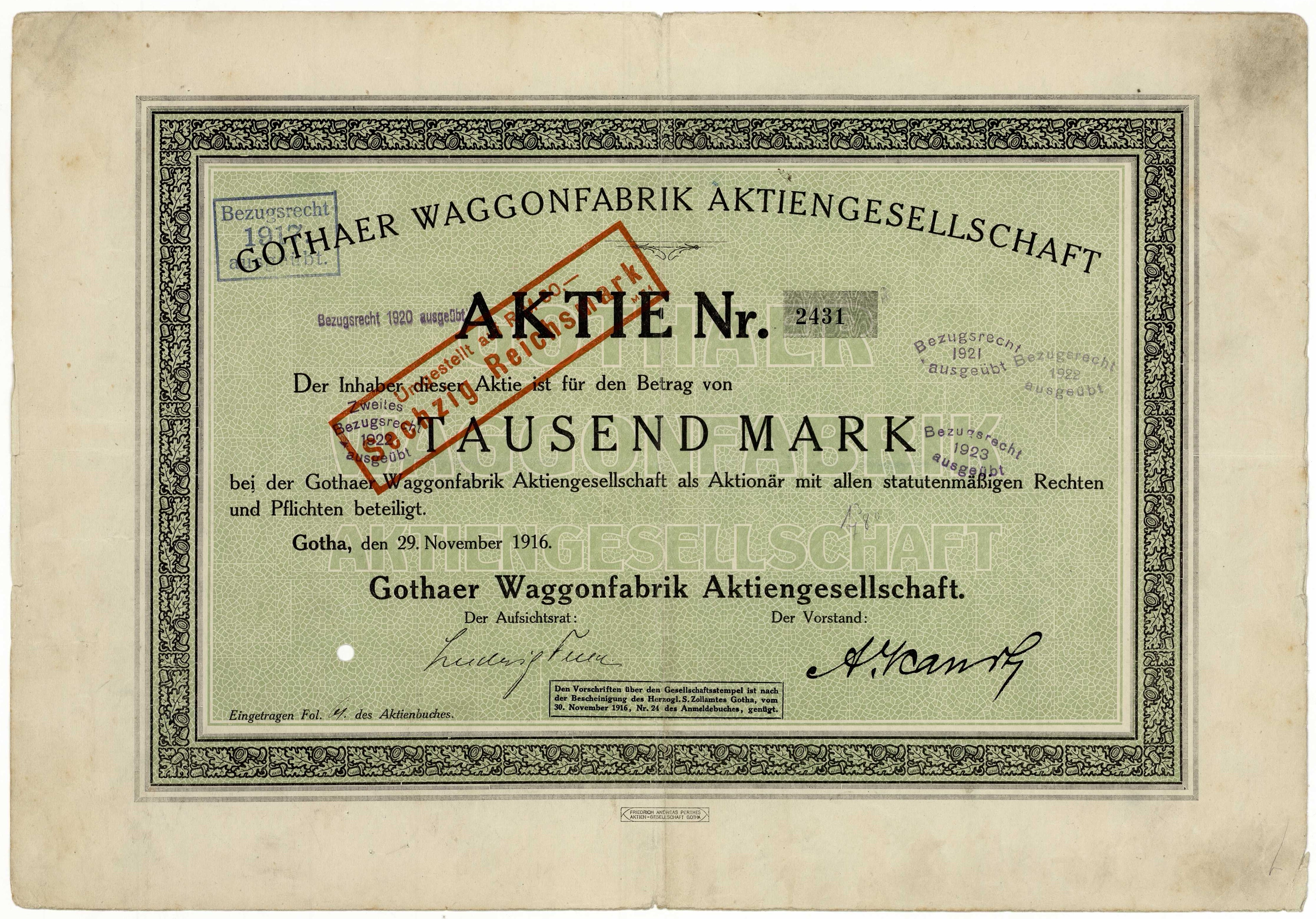
Aktie über 1000 Mark der Gothaer Waggonfabrik AG vom 29. November 1916

Ab 1915 wurden die Großflugzeuge Gotha G.I gebaut. Der von den Halberstädter Flugzeugwerken kommende Ingenieur Hans Burkhard konstruierte die Typen Gotha G.II bis G.V. Die Gotha G.IV konnte 500 kg Bomben bei einer Reichweite von 800 km tragen und als erster Bomber Angriffe über den Ärmelkanal hinweg auf London durchführen. Das Bombenflugzeug Gotha G.V hatte mit einer Bombenlast von 1000 kg bereits eine Reichweite von 840 km. Von den leistungsfähigeren Weiterentwicklungen Gotha G.VII und Gotha G.VIII (als Lizenzbau bei Siemens-Schuckert gefertigt) entstanden bis zum Ende des Ersten Weltkrieges 355 Stück. Gegen Ende des Ersten Weltkriegs suchte die Firma nach einem neuen Standort für die Flugzeugfertigung. Die Stadt Fürth stellte ein Gelände auf der heutigen Hardhöhe zur Verfügung. 

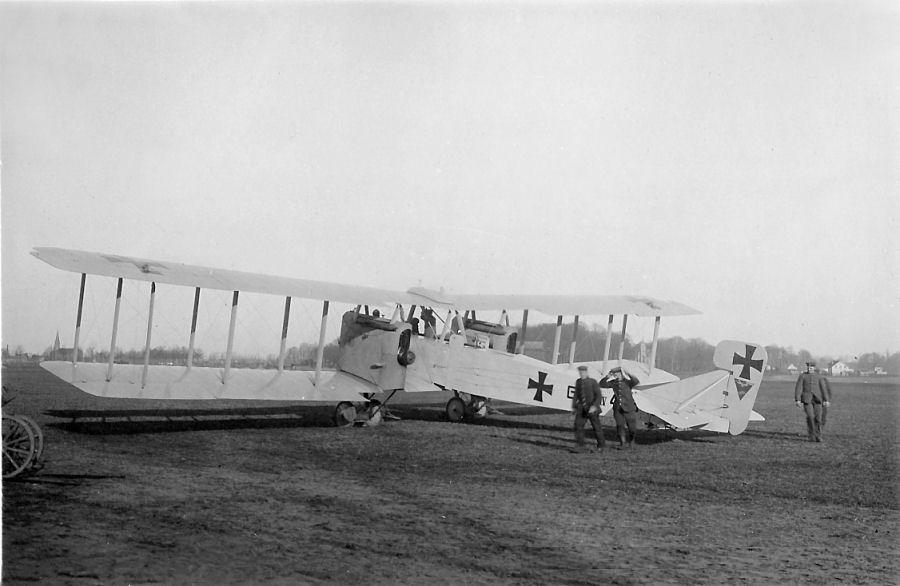
Langstreckenbomber Gotha G IV

Von 1914 bis 1918 stieg die Zahl der Beschäftigten in der Abteilung Flugzeugbau der Gothaer Waggonfabrik von 130 auf 1250 Mitarbeiter, die Werksfläche vergrößerte sich von 6.580 m² auf 21.790 m².
Die Flugzeuge der Waggonfabrik erlangten im Ersten Weltkrieg als „Die Gothas“ den zweifelhaften Ruhm, der „Schrecken der Feinde“ zu sein. Die zweimotorigen Bomber aus der Residenzstadt des Herzogs Carl Eduard waren der Legende nach ein Grund, warum sich das in Großbritannien regierende Königsgeschlecht Coburg und Gotha 1917 in Haus Windsor umbenannte.
Gemäß Versailler Vertrag musste die Flugzeugfertigung 1920 eingestellt und die vorhandenen Maschinen demontiert werden. Der Produktionsstandort in Fürth wurde 1938 an das neu gegründete Unternehmen Bachmann, von Blumenthal & Co. Flugzeugbau (BBF) verkauft und bestand bis 1953 als „Industrieflughafen“.
| Flugzeugtyp                                                                                    | Verwendung                                 | gebaut | Konstrukteur              |
| ---------------------------------------------------------------------------------------------- | ------------------------------------------ | ------ | ------------------------- |
| LE 1                                                                                           | Schulflugzeug                              | 10     | I. Etrich, E. Rumpler     |
| LE 2                                                                                           | Aufklärer                                  | 31     | Franz Böhnisch; H. Bartl  |
| LE 3                                                                                           | Aufklärer                                  | 58     | Karl Grulich; H. Bartl    |
| LE 4                                                                                           | Aufklärer                                  | 1      | Karl Rösner               |
| LD 4                                                                                           | Aufklärer                                  | 20     | H. Schmieder              |
| LD 5                                                                                           | Kavallerieflugzeug                         | 13     | Hans Burkhard             |
| LD 7                                                                                           | Aufklärer                                  | 18     | Hans Burkhard             |
| G I                                                                                            | Fernaufklärer                              | 18     | O. Ursinus; Hans Burkhard |
| G II                                                                                           | Fernaufklärer und Bomber                   | 13     | Hans Burkhard             |
| G III                                                                                          | Bomber                                     | 25     | Hans Burkhard             |
| G IV                                                                                           | Bomber                                     | 52     | Hans Burkhard             |
| G V/G Va                                                                                       | Langstreckenbomber                         | 145    | Hans Burkhard             |
| G V/G Vb                                                                                       | Langstreckenbomber                         | 80     | Hans Burkhard             |
| WD 1                                                                                           | Aufklärer                                  | 6      | Karl Rösner               |
| WD 2                                                                                           | Fernaufklärer                              | 27     | Karl Rösner               |
| WD 7                                                                                           | Torpedo-Übungsflugzeug                     | 8      | Karl Rösner; A. Klaube    |
| WD 9                                                                                           | Fernkampfflugzeug (Marine)                 | 9      | Karl Rösner; A. Klaube    |
| WD 11                                                                                          | Torpedoflugzeug                            | 17     | Karl Rösner; A. Klaube    |
| WD 13                                                                                          | Aufklärer                                  | 18     | Karl Rösner; Hartwig      |
| WD 14                                                                                          | Fernaufklärer; Minenleger; Torpedoflugzeug | 66     | Karl Rösner; A. Klaube    |
| WD 15                                                                                          | Fernaufklärer                              | 2      | Karl Rösner               |
| Legende: LE – Landeindecker, LD – Landdoppeldecker, G – Großflugzeug, WD – Wasserdoppeldecker. |                                            |        |                           |

### Zeppelin-Versuchsbau-GmbH Gotha-Ost (VGO)
Die Betriebsleitung des Zeppelin-Werkes Friedrichshafen sah sich während des Ersten Weltkrieges gezwungen, aus Platzgründen Bereiche ihrer Entwicklungsabteilung auszulagern. Die Wahl fiel auf die Gothaer Waggonfabrik, bei der erfahrene Flugzeugbauer und Handwerker vorhanden waren und Maschinen, Werkhallen und der Flugplatz genutzt werden konnten. Unter der Leitung von Alexander Baumann entstanden zunächst die Großflugzeuge VGO I–III, die dann ab 1917 in Staaken zum Langstreckenbomber Zeppelin-Staaken R VI weiterentwickelt wurden. Später übernahm der Ingenieur Adolf Rohrbach die Leitung der Außenstellen.

## 1919–1945

### Waggon- und Fahrzeugbau

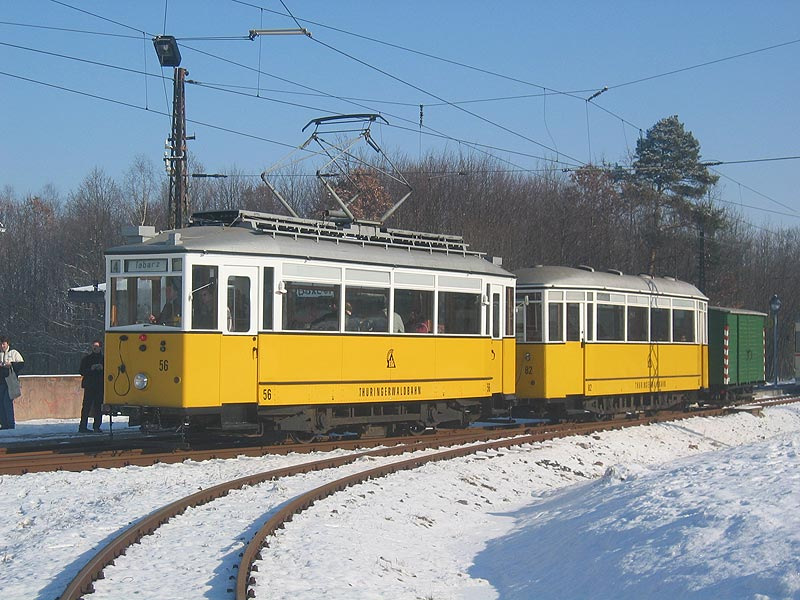
Traditionszug (56/82/101) Typ T1 der Gothaer Waggonfabrik (Baujahr 1929) im Januar 2006

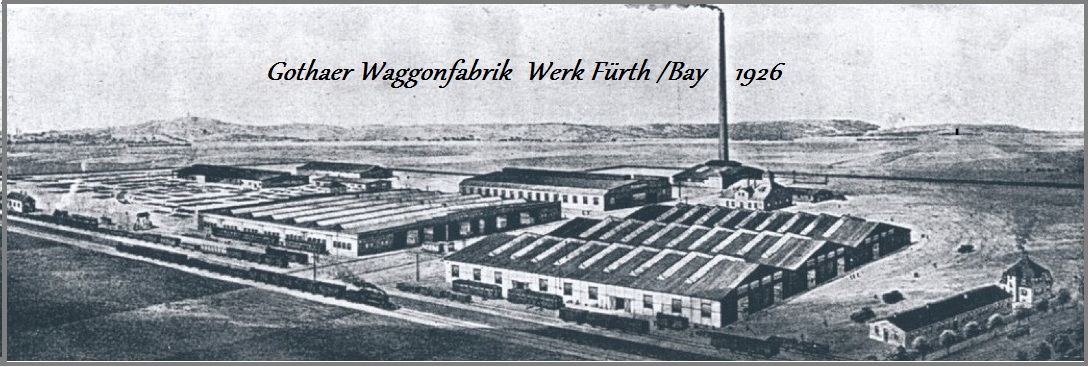
Gothaer Waggonfabrik, Werk Fürth in Bayern um 1926

Schon 1894 begann Bothmann mit dem Straßenbahnwagenbau und lieferte 1904 die ersten drei elektrischen Straßenbahnen für die Stadt Gotha. In der Waggonfabrik AG entstanden vor 1914 moderne Güter- und Personenwaggons aller Art, darunter Speise- und Salonwagen, die weltweit verkauft wurden.
Während des Ersten Weltkriegs stand die Flugzeugproduktion im Vordergrund, zusätzlich wurde militärische Ausrüstung wie Bagagewagen und Feldküchen hergestellt. Ab 1916 entstand in Fürth/Bayern ein Zweigwerk mit Werksflugplatz, doch in der Bayerischen Waggon- und Flugzeugfabrik konnte erst 1921 produziert werden.
Nach dem Kriegsende musste der Flugzeugbau wegen des Versailler Vertrags eingestellt werden. Die Produktion wurde auf den Bau von Lokomotivkesseln, Triebwagen und Lastwagenanhängern umgestellt. 1923 beschäftigte die Waggonfabrik 260 Beamte und 2000 Arbeiter.
Die Produktion der 1920er Jahre bestand wieder aus Güterwagen, Straßenbahnwagen (zwischen 1923 und 1944 insgesamt 152 Stück), Triebwagen sowie Lastwagenanhängern. 1921 wurde das Unternehmen durch Ankauf der Fahrzeugwerke Eisenach auch zum Autoproduzenten. In diesen Jahren entstanden große finanzielle Verluste.
Am 24. Juli 1926 starb Generaldirektor Albert Kandt während einer Dienstreise im Alter von 60 Jahren.
Danach stand eine scharfe Sanierung an, denn das Unternehmen war mittlerweile mit 9,8 Mio. Mark verschuldet. Um die Zahlungsunfähigkeit abzuwenden, wurde die Fahrzeugfabrik Eisenach für 3,79 Mio. Mark an die Bayerische Motoren Werke AG veräußert, die damit den Grundstein für ihre Automobilproduktion legte. Der Bereich Waggonbau lieferte ab 1929 unter anderem Wagen für die Baureihe CII der U-Bahn Berlin. Ab 1931 gehörte die Gothaer Waggonfabrik AG mehrheitlich der Orenstein & Koppel AG in Berlin, die auch die Dessauer Waggonfabrik AG übernahm. Die Zahl der Beschäftigten war aufgrund dieser Entwicklungen von rund 2000 im Jahre 1919 bis Ende 1932 auf lediglich 64 gesunken. Von 1936 bis 1944 wurden als für diese Zeit sehr modern geltende Straßenbahnwagen für Erfurt gebaut.

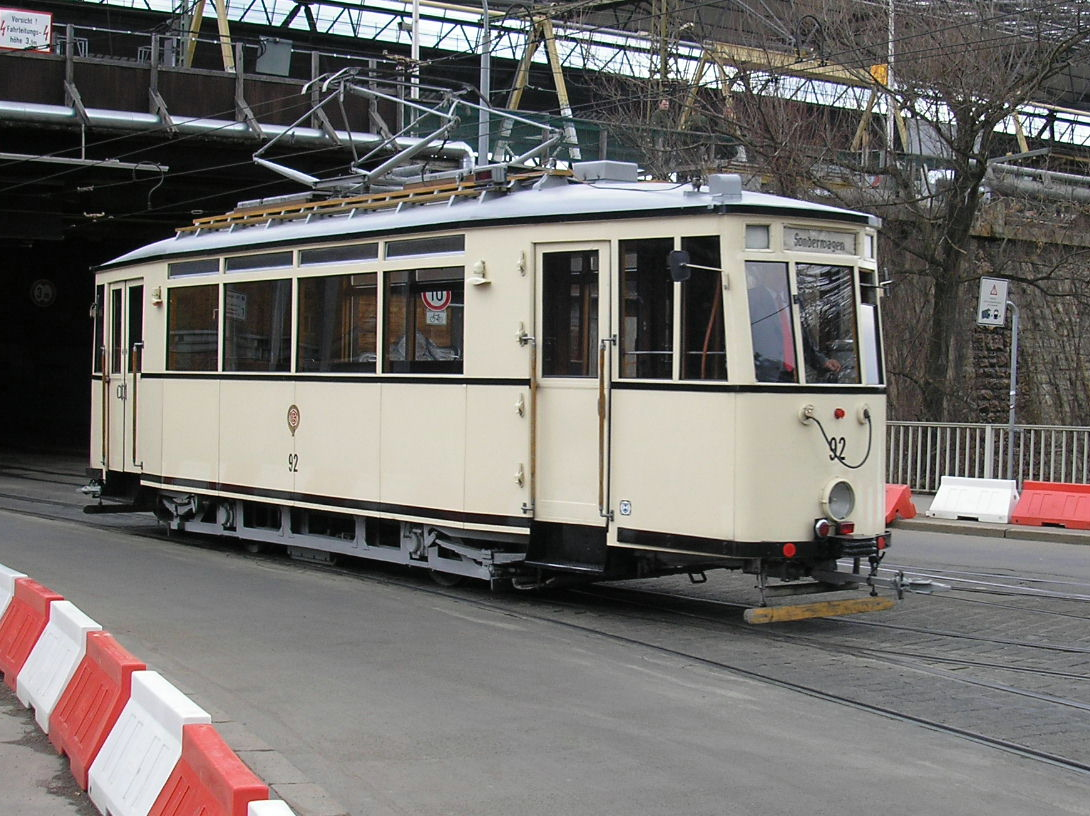
1938 gebauter Erfurter Straßenbahnwagen Nr. 92, heute als historischer Triebwagen erhalten

Aktie von 1937

### Neuer Flugzeugbau
Nach Plänen von Albert Kalkert (1902–1977) begann in Gotha ab 1933 im Zuge der Aufrüstung wieder der Flugzeugbau. Das Unternehmen wurde in zunehmendem Maße Lizenznehmer und Zulieferbetrieb anderer Hersteller (Heinkel He 45, Messerschmitt Bf 110), aber auch eine Reihe von Eigenkonstruktionen wurde entwickelt.
Eine der ersten Eigenkonstruktionen war der Doppeldecker Gotha Go 145, ein einmotoriges Schul- und Übungsflugzeug, zum großen Teil in Holzbauweise erstellt, eine wichtige Anfängerschulmaschine der Luftwaffe, von der 1182 Exemplare gefertigt wurden. Die Go 146, ein zweimotoriges Reise- und Kurierflugzeug wurde ab 1935 in geringer Stückzahl gebaut.
Mustermaschinen, die in einigen Exemplaren gefertigt wurden, waren die Gotha Go 147, ein einmotoriges, schwanzloses Flugzeug, die Go 149, ein einmotoriger Kabineneinsitzer, die Gotha Go 150, ein zweimotoriges und zweisitziges Sport- und Reiseflugzeug, das 1939 mit 8048 m einen Höhenrekord aufstellte sowie die Go 241, ein zweimotoriges, viersitziges Sport- und Reiseflugzeug.
Am 14. November 1938 kaufte die neu gegründete Bachmann, von Blumenthal & Co. Flugzeugbau (BBF) das Zweigwerk in Fürth und fertigte dort bis Kriegsende weiter Flugzeugkomponenten.
Nach Kriegsbeginn 1939 wurden in Gotha im Wesentlichen Lastensegler entwickelt und gefertigt. Ingenieur Kalkert konstruierte den Lastensegler Gotha Go 242. Dieser wurde in den drei Baureihen A bis C, die sich hauptsächlich im Fahrwerk unterschieden, in ungefähr 1500 Exemplaren gefertigt. Die Schulterdecker, meist in Holzbauweise erstellt, konnten neben zwei Mann Besatzung 23 voll ausgerüstete Soldaten transportieren. Die Gotha Go 244 war eine Variante des Go 242 mit zwei Motoren, von der aber nur 42 Maschinen gebaut werden.
Weitere Entwicklungen mit Mustermaschinen waren die Lastensegler Gotha Go 345 und Kalkert Ka 430.
1415 Zwangsarbeiter wurden in den letzten Jahren des Zweiten Weltkriegs in der Fabrik eingesetzt. Im Jahr 1944 wurde das Werk durch einen Luftangriff zu ungefähr 80 Prozent zerstört. Trotzdem begann in Friedrichroda bei Kriegsende die Vorserienfertigung des revolutionären Nurflügel-Strahljägers Ho 229 (Ho IX) der Brüder Horten.
Bemerkung: Angegebene Produktionszahlen stammen aus unterschiedlichen Quellen und können daher differieren.
| Flugzeugtyp | Verwendung                    | gebaut   | Konstrukteur           |
| ----------- | ----------------------------- | -------- | ---------------------- |
| Go 145 A/B  | Mehrzweck-Schulflugzeug       | 1182     | A. Kalkert             |
| Go 146      | Reiseflugzeug                 | 7        | A. Kalkert             |
| Go 147      | schwanzloses Versuchsflugzeug | 1        | A. Kalkert             |
| Go 149      | Schulflugzeug                 | 2        |                        |
| Go 150      | Privat-Reiseflugzeug          | 201      | A. Kalkert             |
| DFS 230     | Lastensegler                  | 1477     | H. Jacobs              |
| Go 242 A/B  | Lastensegler                  | 1214     | A. Kalkert             |
| Go 244 B/C  | motorisierter Lastensegler    | 169      | A. Kalkert; Hünerjäger |
| Ka 430      | Lastensegler                  | 12       | A. Kalkert             |
| Go(Ho) 229  | Nurflügel-Strahljäger         | 3        | R. und W. Horten       |
| He 45       | Aufklärer, Bomber             | 87       | Heinkel (Lizenz)       |
| Fw 58       | Aufklärer                     | ca. 122  | Focke-Wulf (Lizenz)    |
| Bf 110      | „Zerstörer“, Nachtjäger       | ca. 2516 | Messerschmitt (Lizenz) |

## 1946–1990

### Segelflugzeugbau
Die Gothaer Waggonfabrik AG wurde 1946 in eine Sowjetische Aktiengesellschaft (SAG) umgewandelt und 1947 nach Abschluss der Demontage unter deutsche Verwaltung gestellt. 1949 erfolgte die Verstaatlichung der Gothaer Waggonfabrik AG als VEB Waggonbau Gotha, die zur Vereinigung Volkseigener Betriebe Lokomotiv- und Waggonbau (VVB LOWA) gehörte. Ab 1953 wurden Segelflugzeugtypen aus der Vorkriegszeit gebaut: 329 Schulgleiter vom Typ SG 38 und 68 Schul- und Übungseinsitzer vom Typ Baby IIb. Auch das zweisitzige Schul- und Übungssegelflugzeug Go 530 (FES 530/II) Lehrmeister wurde Anfang der 1950er Jahre entwickelt und hergestellt. Der Flugzeugbau wurde Anfang der 1960er Jahre eingestellt, die Produktion konzentrierte sich hauptsächlich auf den Bau von Güter- und Straßenbahnwagen.

### Eisenbahn- und Straßenbahnbau

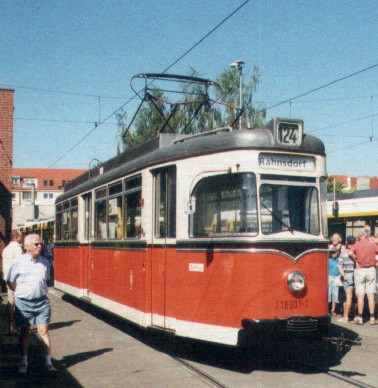
Gotha Typ TDE 58 von 1958

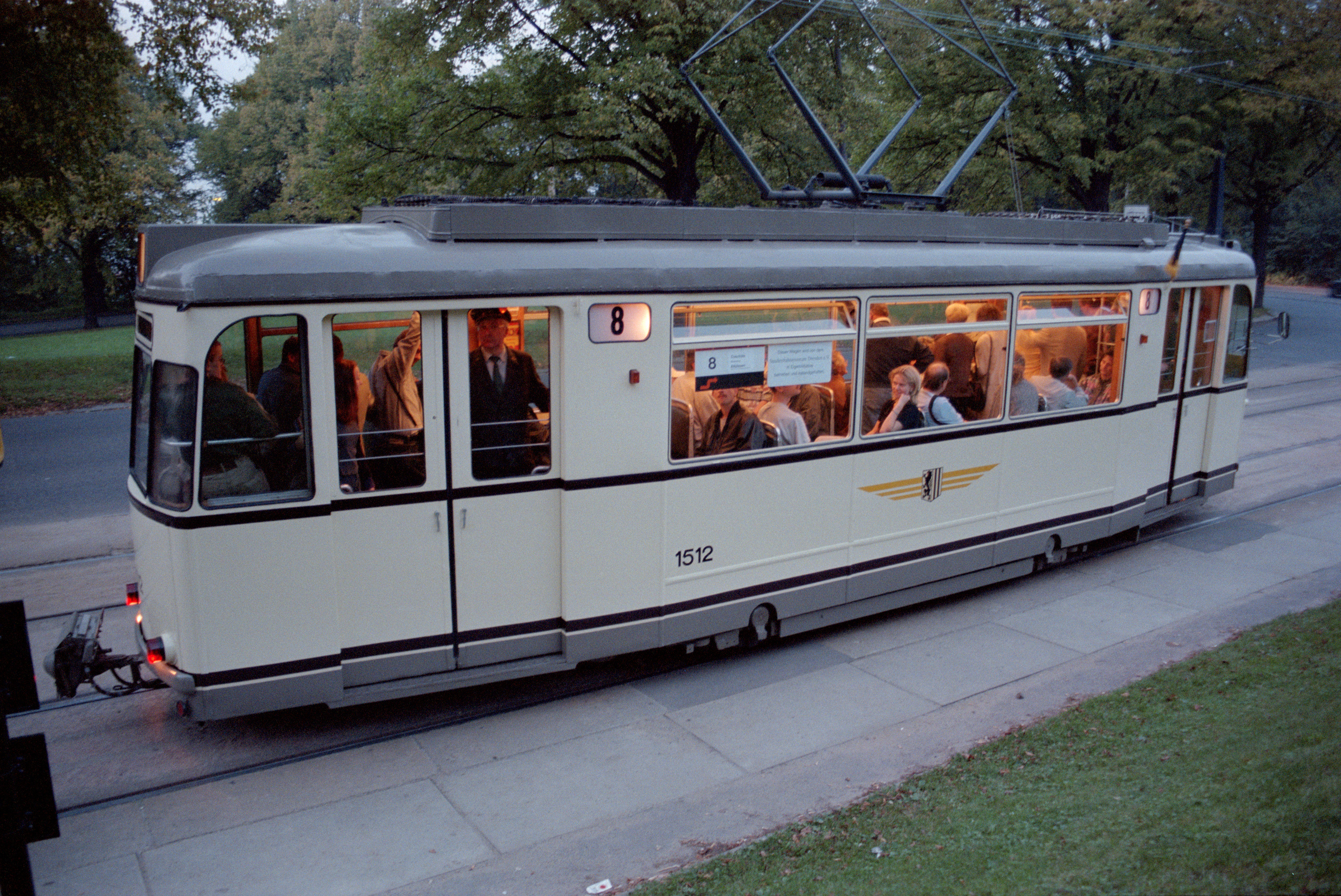
Gotha T 59E in Dresden 1998

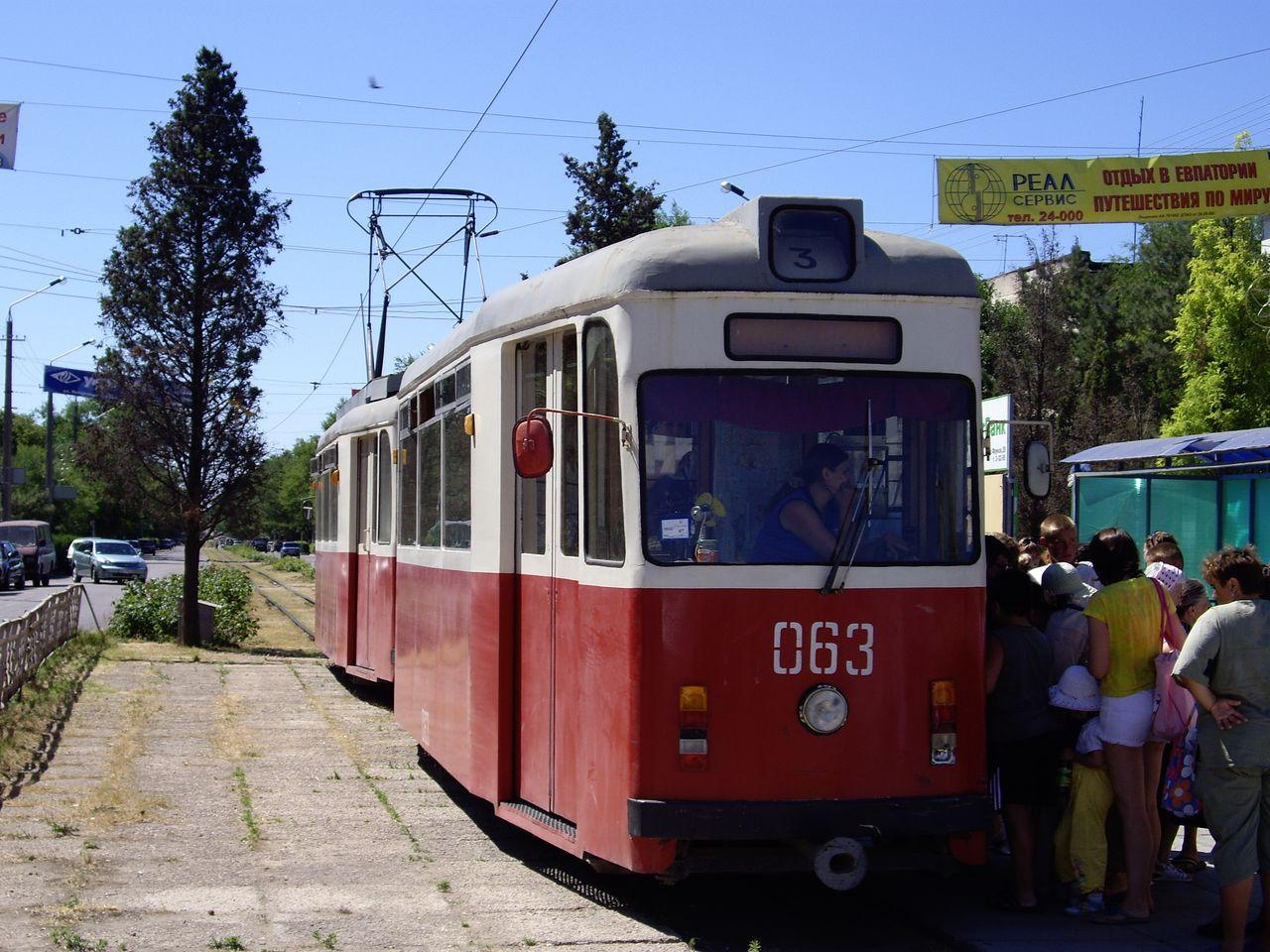
Gotha Т-57+В-57 in Jewpatorija 2008

Nach der Auflösung der VVB LOWA 1954 war die Waggonfabrik der einzige Straßenbahnwagenproduzent der DDR und stellte unter anderem Triebwagen vom Typ Gotha und LOWA her. Unter dem Namen Gothawagen wurden die dreifenstrigen zweiachsigen Wagen des Standardtyps ET 57/EB 57 und dessen Nachfolgetypen bekannt. Die Großraumwagen und Gelenkwagen mit schwebendem Mittelteil hießen dagegen Gotha-Großraumwagen und Gotha-Gelenkwagen. Zwischen 1946 und bis zur Produktionseinstellung 1967 wurden fast 3000 Straßenbahnwagen hergestellt. Zum Produktionsprofil gehörte dennoch weiter die Produktion von Spezial-Güterwagen, beispielsweise für Braunkohletransporte, Kühlwagen mit und ohne eigene Kühlaggregate, Kühlcontainer.

### Anhängerbau
Auch eine Produktionsreihe von Tieflade-Anhängern wie den TL 12, TL 20 und TL 40, den Schwerlast-Anhänger SL 40 sowie den für die Deutsche Reichsbahn gebauten Straßenroller 40 TGL 5912 wurde noch bis in die 60er Jahre aufrechterhalten.

### Kühlanlagen und PKW-Teile
1967 wurde das Werk in VEB Luft- und Kältetechnik Gotha umbenannt und 1970 in das Kombinat ILKA Luft- und Kältetechnik eingegliedert. Die Beschäftigten entwickelten und bauten Lüfter, Kühlanlagen und Wasseraufbereiter. Mit Wirkung vom 1. Juli 1983 wurde der Betrieb erneut umstrukturiert und gehörte fortan zum Kombinat Personenkraftwagen Karl-Marx-Stadt. Die Fertigung von kompletten Fahrgestellen, Einzelteilen und Baugruppen für den PKW Wartburg wurde nun zur Hauptaufgabe der Belegschaft. Mit dieser Umwidmung wurde der Großteil der bisher verbliebenen Gleisanlagen und Hallen aus der Vorkriegszeit abgeräumt, es entstand neben Neubauten für die Metallpressen und Drehbänke auch eine Montagehalle mit Bandförderanlage, die eine Transportkapazität für rund 75.000 Fahrgestelle pro Jahr bot. Die fertigen Fahrgestelle konnten nach einer Überprüfung mittels eines verbliebenen Gleisanschlusses rationell verladen und mit der Bahn republikweit verteilt werden. 1988 wurde die geforderte Stückzahl auf 100.000 Fahrgestelle erhöht, da das Eisenacher Automobilwerk durch Neustrukturierung und Einführung des Wartburgs 1.3 eine höhere Fertigungskapazität erzielen sollte. Aber es gärte bereits in der Belegschaft, die Unzufriedenheit mit der sozialistischen Misswirtschaft gipfelte im Oktober 1989 in einem Protestschreiben an den Staatsratsvorsitzenden Egon Krenz.

### Zusammenbruch und Privatisierungen
Die Einstellung des PKW-Baus in Eisenach hatte auch das vorläufige Aus für die Zulieferfirmen zur Folge. Den 2300 Mitarbeitern drohte 1990 der Verlust der Arbeitsplätze. Es gelang durch entsprechende Kooperationsbeziehungen und viel Improvisation zunächst 900 ausgewählte Mitarbeiter der Belegschaft in Arbeit zu halten.

## Seit 1991

### Anhängerbau
Die Treuhandanstalt meldete am 17. Dezember 1991 die Firma als sanierungsfähig, der Betrieb ging zunächst in der Lintra-Beteiligungsholding auf. Das wirtschaftliche Überleben sicherte 1996 die Neuausrichtung des Unternehmens auf den LKW-Anhängerbau. Danach begann die Zusammenarbeit mit der Schmitz Anhänger Fahrzeugbau GmbH, bis das Unternehmen schließlich 1997 von der Schmitz-Gruppe, Bereich Fahrzeugbau, vollständig übernommen wurde und heute als Schmitz Cargobull Gotha GmbH Auflieger für Lastkraftwagen fertigt. Das Kernprodukt sind Sattelkipper. Mit der Produktion von ca. 4000 Fahrzeugen wurden 2016 117 Millionen Euro umgesetzt. Im Geschäftsjahr 2016 beschäftigte das Unternehmen 477 Mitarbeiter.

### Gittermasten und Auslegerverlängerungen
Als zweites Unternehmen wurde 1997 die Gothaer Fahrzeugtechnik GmbH abgespalten. Das Unternehmen fertigt vor allem Gittermasten und Auslegerverlängerungen für Mobil- und Raupenkräne, aber auch Mulden für Baufahrzeuge sowie Schweißbaugruppen aus hochfestem Feinkornstahl und bildet Schweißer in einer schweißtechnischen Kursstätte gemäß DVS-Richtlinien aus. Im Geschäftsjahr 2017 beschäftigte die Gothaer Fahrzeugtechnik rund 360 Mitarbeiter.